# Конец топологического пространства
Конец топологического пространства — грубо говоря, компонента связности его «идеальной границы».
То есть, каждый конец представляет собой способ двигаться к бесконечности в пространстве.
Добавление точки на каждом конце даёт компактификацию исходного пространства, известную как конечная компактификация.

## Определение
Пусть X — топологическое пространство, и пусть
{\displaystyle K_{1}\subset K_{2}\subset \dots }
есть возрастающая последовательность компактных подмножеств в X, чьи внутренности покрывают X.
Тогда X имеет один конец для каждой последовательности
{\displaystyle U_{1}\supset U_{2}\supset \dots },
где каждое Un — это компонента связности дополнения X\Kn.
Несложно доказать, что число концов не зависит от конкретной последовательности {Kn} компактных множеств.

## Примеры
- Компактное пространство не имеет концов.
- Вещественная прямая {\displaystyle \scriptstyle \mathbb {R} } имеет два конца, ∞ и −∞.
- Евклидово пространство {\displaystyle \scriptstyle \mathbb {R} ^{n}} при n > 1 имеет только один конец. Это происходит потому, что у {\displaystyle \scriptstyle \mathbb {R} ^{n}\setminus K} есть только одна неограниченная компонента для любого компакта K.
  - Более того, если М — компактное многообразие с краем, то число концов его внутренности равно числу компонент связности границы М.
- Объединение n лучей, исходящих из начала координат в {\displaystyle \scriptstyle \mathbb {R} ^{2}}, имеет n концов.
- Бесконечное полное бинарное дерево имеет несчётное число концов. Эти концы можно рассматривать в качестве «кроны» бесконечного дерева. В конечной компактификации множество концов гомеоморфно Канторову множеству.

## История
Понятие конца топологического пространства было введено Гансом Фройденталем в 1931 году.

## Вариации и обобщения
Определение конца данное выше относится только к пространствам X,
которые допускают исчерпывание компактами.
Однако оно может быть обобщено следующим образом: пусть X — любое топологическое пространство, рассмотрим прямую систему {K} компактных подмножеств в X с отображениями включения.
Рассмотрим соответствующую обратную систему связных компонент дополнений {π0(X\K)}.
Тогда множество концов в Х определяется как обратный предел этой обратной системы.